# Caligus regalis
Caligus regalis is een eenoogkreeftjessoort uit de familie van de Caligidae. De wetenschappelijke naam van de soort is voor het eerst geldig gepubliceerd in 1930 door Leigh-Sharpe.